# A Estudante
A estudante é uma pintura de Anita Malfatti. Está localizada em Museu de Arte de São Paulo.

## Descrição
A obra foi produzida com tinta a óleo, Lona. Suas medidas são: 76,5 centímetros de altura e 61 centímetros de largura. Faz parte de Museu de Arte de São Paulo. O número de inventário é MASP.00313.
A artista retratou a modelo com uma deformação moderada fugindo do estilo clássico. A técnica utiliza tintas diluídas aplicadas à tela. A obra causou desconforto na elite provinciana de São Paulo. O escritor Mário de Andrade foi o incentivador do estilo por sugerir a Anita Malfatti "pintar com a alma".